# Garabit-Viadukt
Der Garabit-Viadukt (französisch Viaduc de Garabit) ist eine schmiedeeiserne Eisenbahnbrücke, die in der Nähe der Stadt Saint-Flour im Département Cantal im französischen Zentralmassiv das Flusstal der Truyère überspannt. Er ist Teil der eingleisigen Bahnstrecke Béziers–Neussargues. Der Viadukt wurde von der Baugesellschaft Gustave Eiffels erbaut und im Jahr 1884 fertiggestellt, konnte aber erst nach der Fertigstellung der Strecke eingeweiht werden. Er war für 25 Jahre die höchste Eisenbahnbrücke der Welt. Die Bogenbrücke überspannt das Tal mit einer Länge von fast 565 Metern in 122 Metern Höhe über dem Grund des inzwischen aufgestauten Flusses. Die konstruktive Durchbildung und die statische Berechnung der Fachwerkkonstruktion erfolgte durch Maurice Koechlin und Émile Nouguier.

## Name
Schon in der Carte de Cassini aus dem 18. Jahrhundert ist eine Pont de Garabie verzeichnet, die die damalige Route du Roi (die heutige Route du Viaduc (D 909)) über den Fluss führt. Der Name soll von den Rufen der Viehhirten Garo Biau (franz. Gare aux bœufs, Achtung auf die Rinder) kommen, die ihr Vieh über die engen Straßen trieben.

## Vorgeschichte und Planung
Die geplante Bahnverbindung von Paris über Clermont-Ferrand und Millau im Zentralmassiv nach Béziers am Mittelmeer musste in der Gegend um das Städtchen Saint-Flour (Département Cantal) in der Auvergne schwieriges Gelände überwinden, insbesondere die tiefe Truyère-Schlucht. Eine erste Studie sah vor, dass die Strecke so weit zur Truyère absteigen würde, bis sie mit einer Brücke von 60 m Höhe überquert werden konnte.
Der mit der Trassierung der Strecke beauftragte 29-jährige Léon Boyer, Ingenieur der Ponts et Chaussées aus Marvejols, fand aber eine Engstelle, an der das Hochland steil zum Fluss abfällt und dort eine direkte Verbindung durch eine hochgelegene Brücke möglich sein müsste. Boyer wusste, dass Eiffel nach zwei Eisenbahnbrücken im Zentralmassiv gerade die Ponte Maria Pia über den Douro in Porto in Portugal fertiggestellt hatte, die damals größte Bogenbrücke der Welt. Boyer bat Eiffel im Dezember 1878 um eine Studie, ob die Schlucht an der Engstelle mit einer Bogenbrücke wie der Ponte Maria Pia überquert werden könne. Die Studie zeigte, dass dort eine Brücke gebaut und durch sie Einsparungen gegenüber der ursprünglich vorgesehenen Trasse von mehr als 3 Millionen Francs erzielt werden könne.
Boyer schlug daher seinen Vorgesetzten die Brücke und die neue Trasse vor. M. Bauby, Chefingenieur in Mende, und der Generalinspektor de Boisanger unterstützten den Vorschlag, der dann vom Rat (Conseil général) der Ponts et Chaussées akzeptiert wurde. Der zuständige Minister genehmigte den Vorschlag am 14. Juni 1879 und erteilte Eiffel am 23. Juli 1880 in freihändiger Vergabe den Auftrag zum Bau der Brücke gemäß der von ihm verfassten Studie.

## Bau

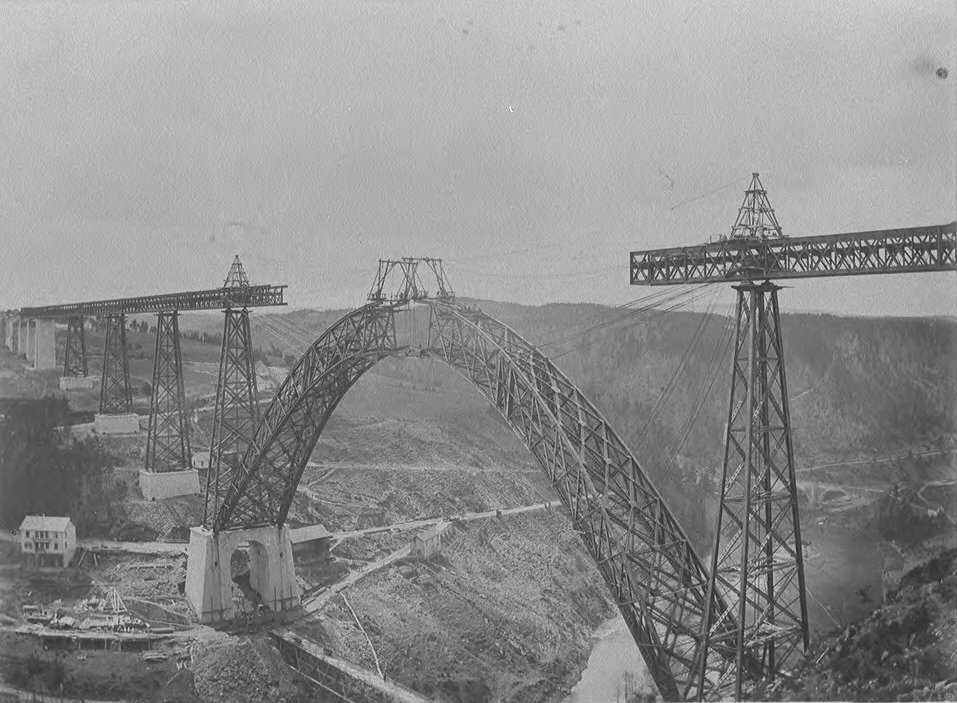
April 1884: abgespannter Freivorbau des Bogens noch vor dem Schluss

Im Januar 1880 begannen die Arbeiten auf der Baustelle mit dem Aushub und den Mauerwerksarbeiten für die beiden großen Widerlager und die Sockel der Pfeiler, dem dann die beiden gemauerten Rampenbrücken an beiden Enden der Eisenkonstruktion folgten.
Die Baustelle lag – lange vor dem Bau der Eisenbahnstrecke – weitab entfernt von jeglicher Besiedelung und war praktisch nur von Süden her zugänglich. Daher mussten zunächst Büros, Unterkünfte, Lagerplätze und -räume und Stallungen gebaut werden sowie eine provisorische Brücke ans andere Ufer in 33 m Höhe. Sämtliches Baumaterial musste mit Ochsenkarren zur Baustelle transportiert werden.
Ausgeführt wurde das Vorhaben von Eiffels Société de constructions de Levallois-Perret in Levallois-Perret bei Paris. Im August 1880 stellte Gustave Eiffel die endgültige Planung des Brückenbauwerks vor. Sowohl in Fachkreisen als auch in der breiten Öffentlichkeit erregte es größtes Interesse. Die Pläne für die Mauerwerksarbeiten wurden von Léon Boyer erstellt. Im Oktober 1882 waren Mauerwerksarbeiten fertig. Im Juni 1883 begann die Montage des Bogens, der im abgespannten Freivorbau errichtet wurde. Die Gleisträger wurden von den beiden Mauerwerksbrücken aus eingeschoben. Im April 1884 war der Bogen geschlossen, im Juni 1884 war der Vorschub beendet, die Brücke wurde noch in dem Jahr fertiggestellt.
Auf der Baustelle waren bis zu 500 Arbeiter tätig. Einer von ihnen stürzte tödlich ab.
Im Mai 1887 wurden südliche Teile der Linie zwischen Marvejols und Saint-Chély-d’Apcher eröffnet. Im April 1888 fand ein erster Belastungstest des Viadukts mit einem 400-Tonnen-Zug statt. Im Mai 1888 erfolgte die Eröffnung des Streckenabschnittes Saint-Chély-d'Apcher – Saint-Flour, in dem die Brücke liegt, im November des Jahres die vollständige Inbetriebnahme der Bahnlinie.

## Technische Details

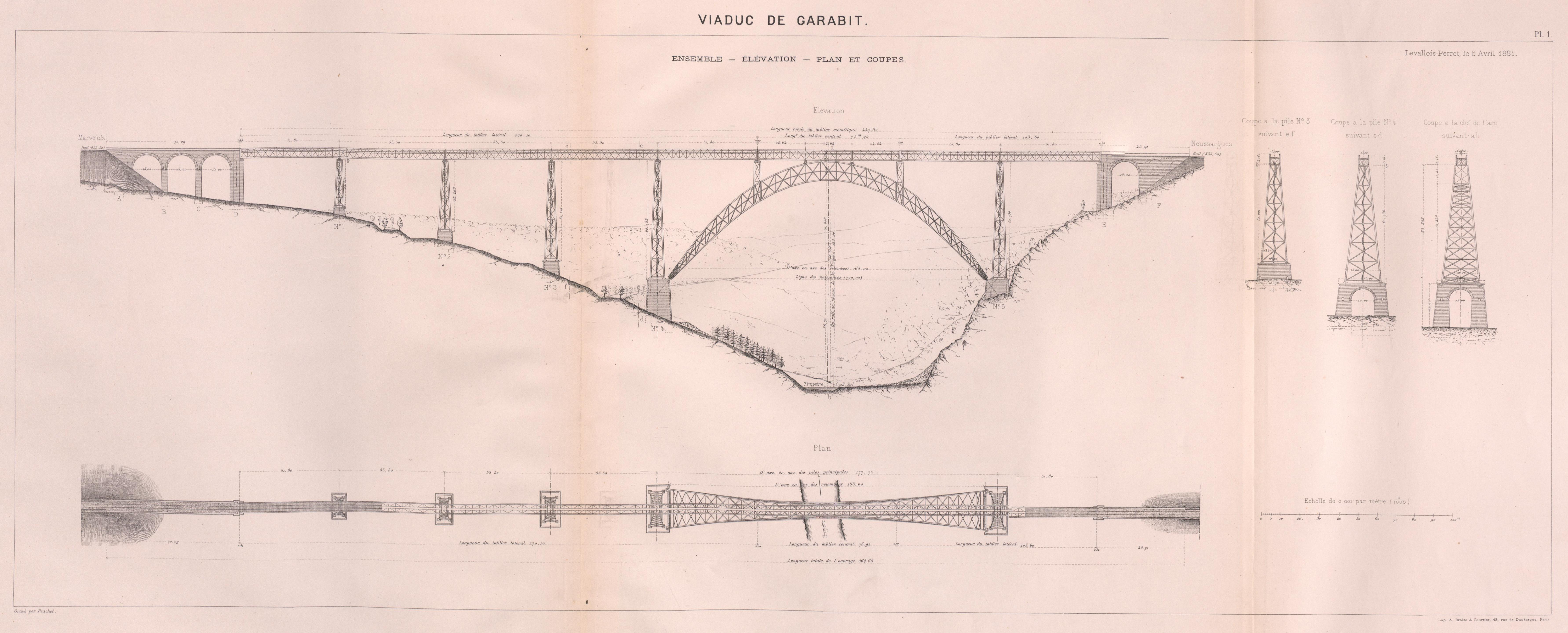
Planzeichnung der Brücke

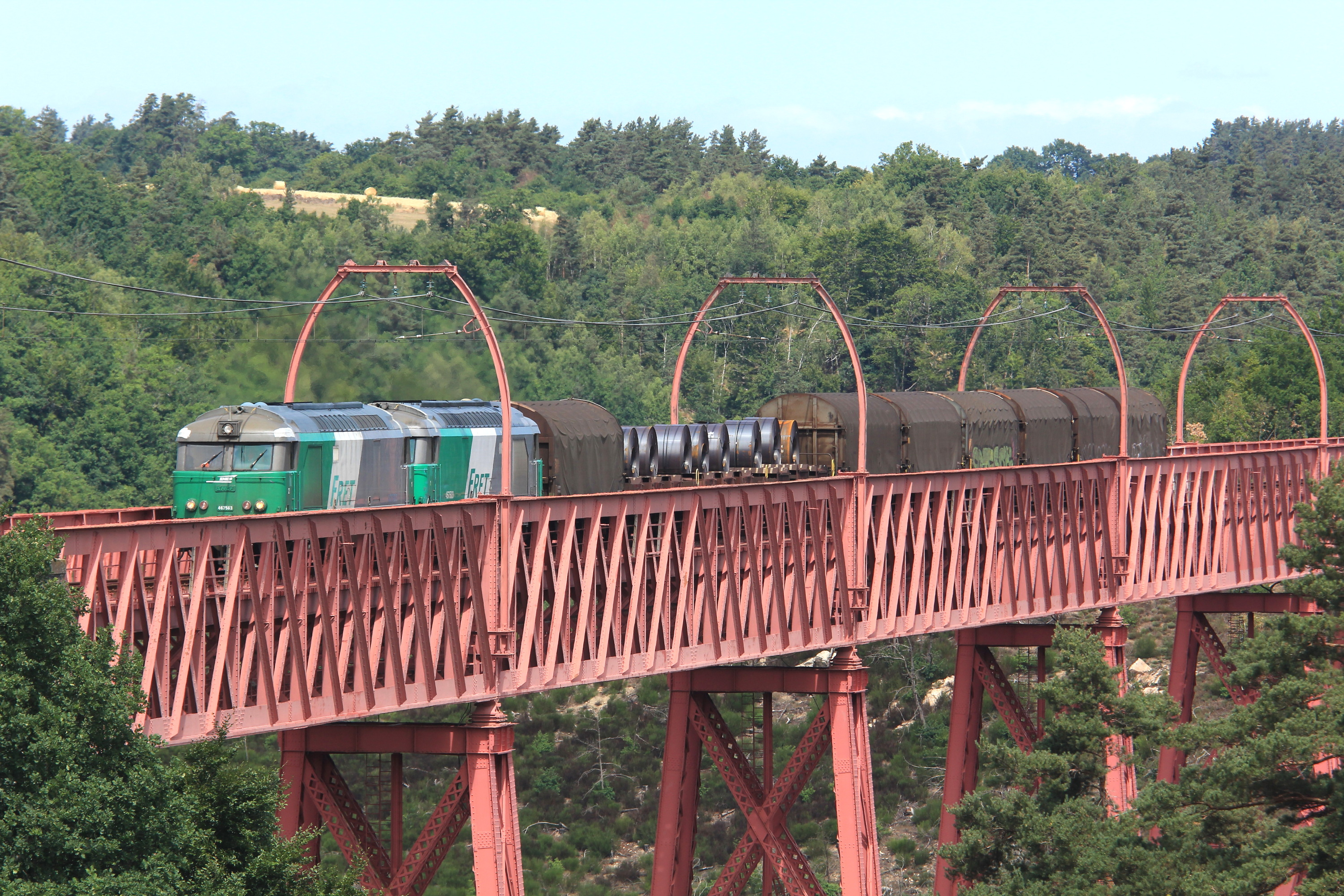
Güterzug auf der Brücke, gezogen von zwei Diesellokomotiven der SNCF-Baureihe BB 67400

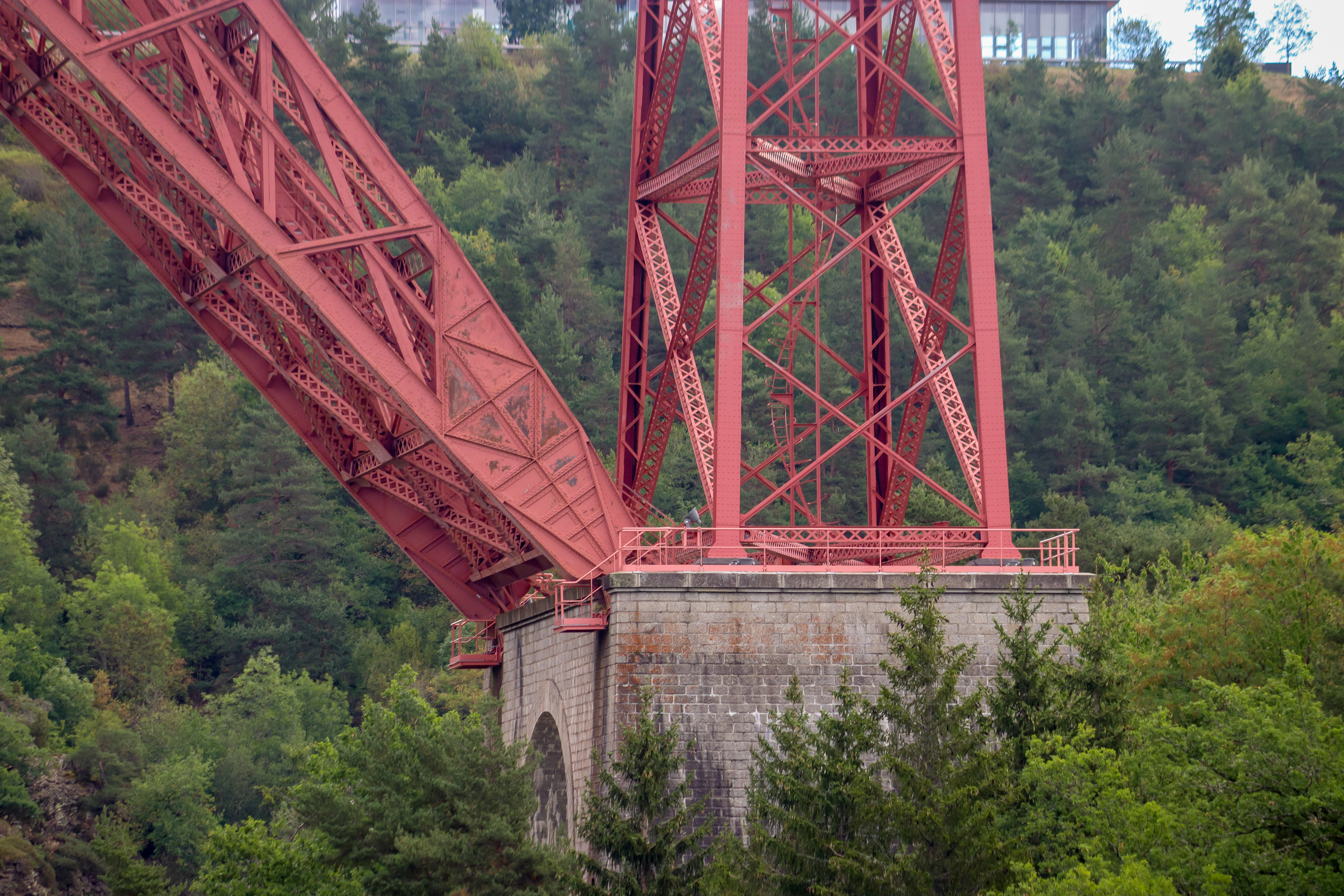
Fußpunkt des Bogens

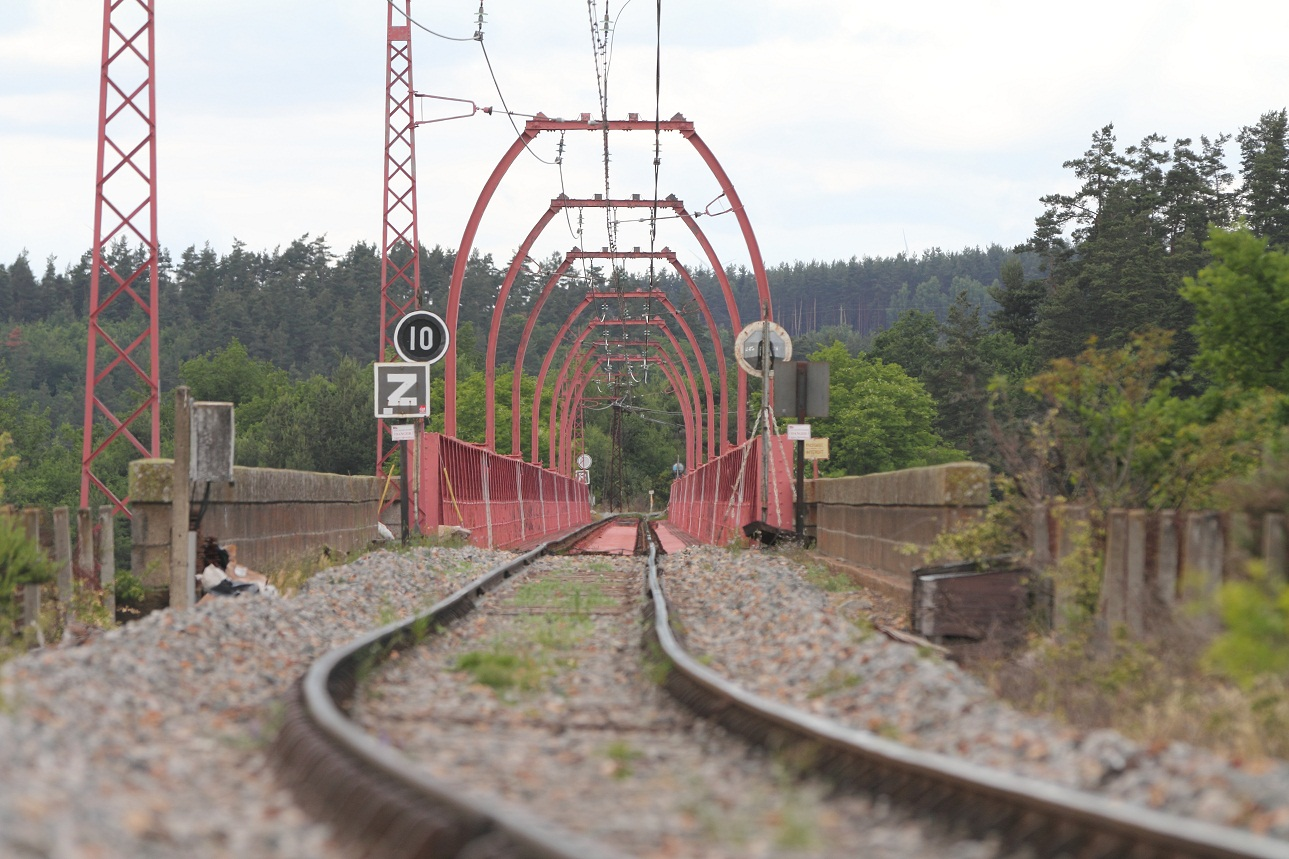
Brückentrog mit Oberleitung

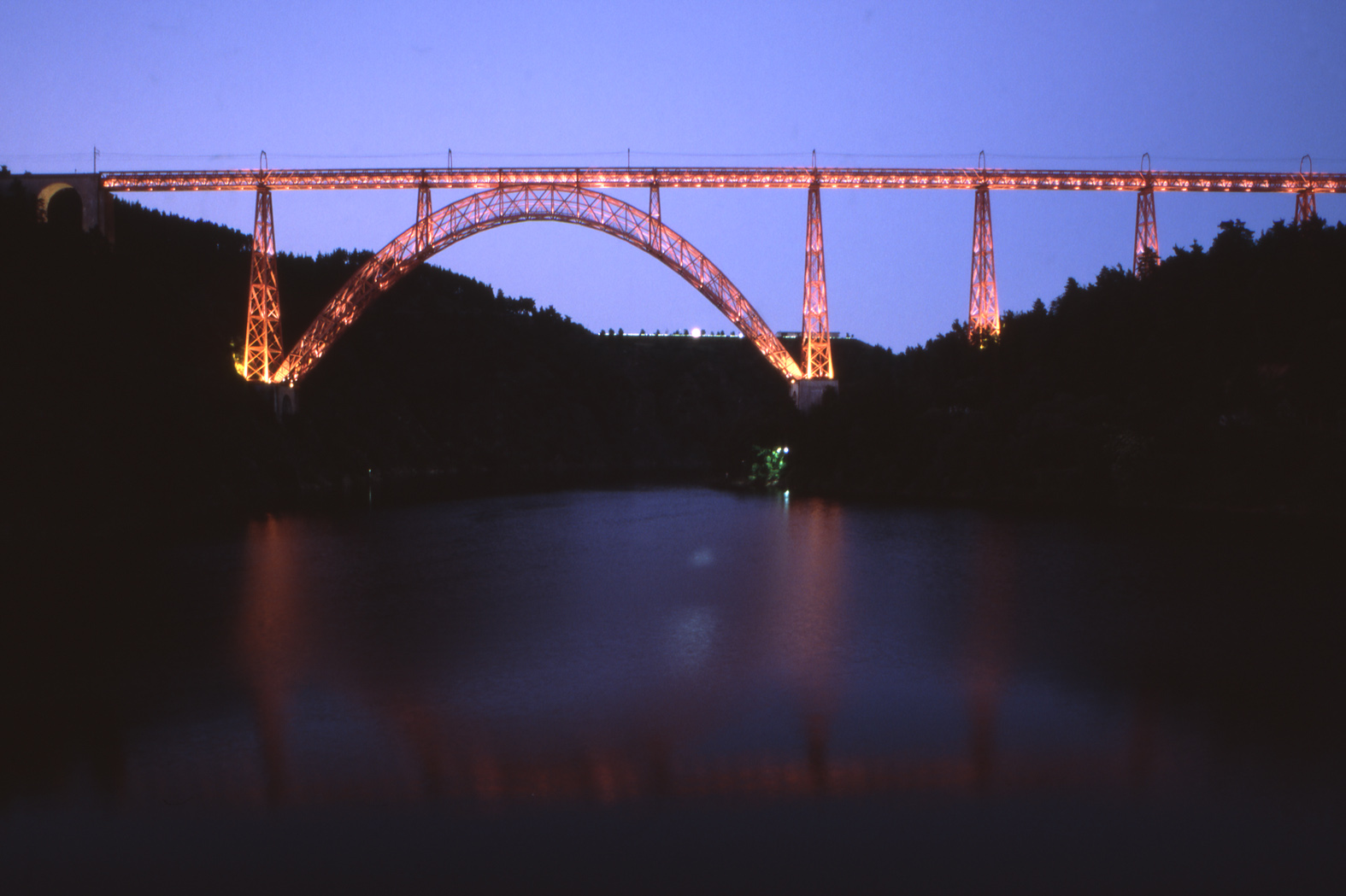
Die illuminierte Brücke in der Blauen Stunde

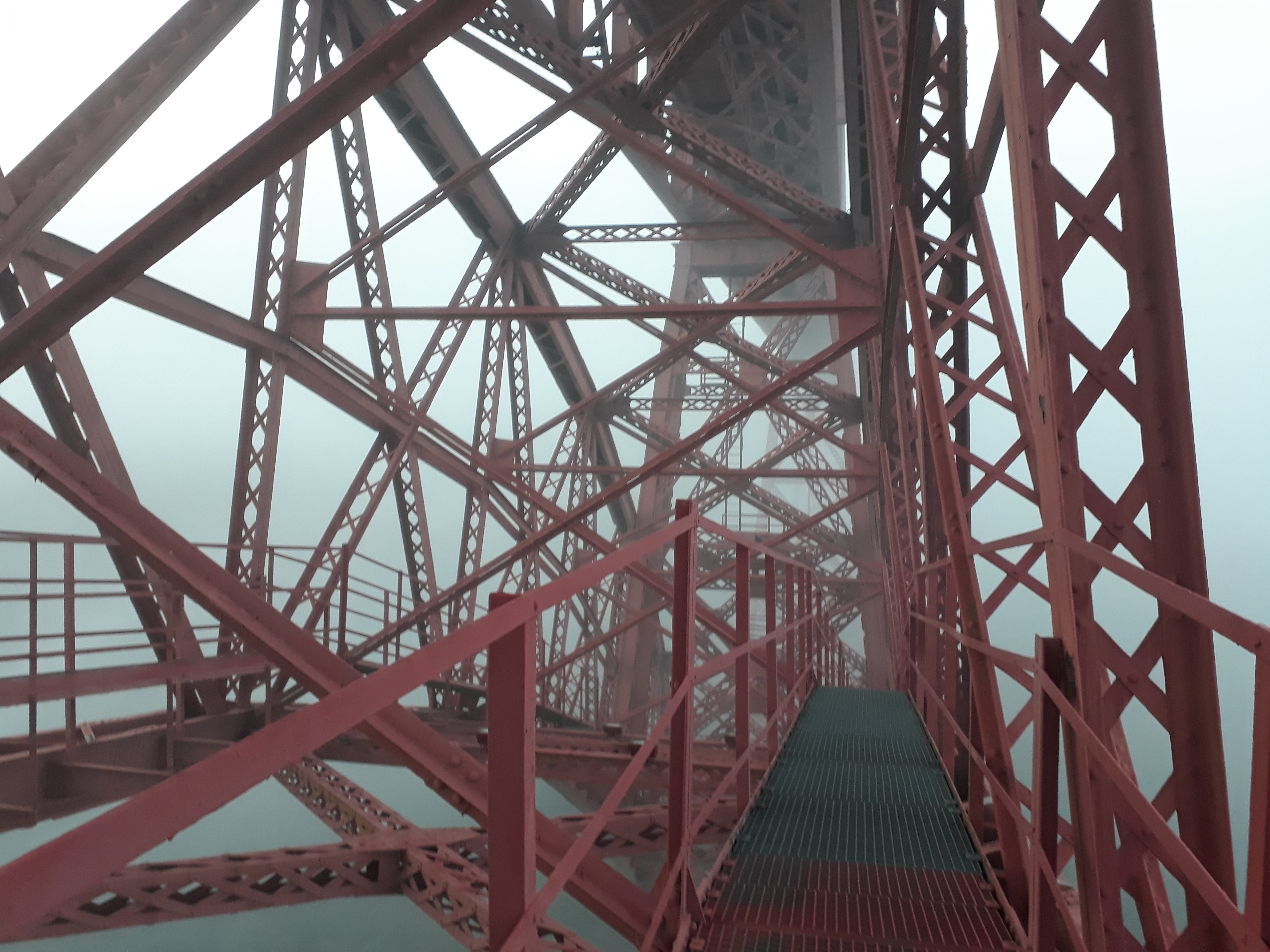
Stahlfachwerk

Das fast 565 m lange Brückenbauwerk überspannt das Tal der Truyère in einer Höhe von 835,50 m über dem Meeresspiegel und in 122 m über der der Talsohle (Seit 1965 wird der Wasserspiegel der Truyère durch die rund 10 km südwestlich stehende Talsperre Grandval erhöht.).
Ihr sichelförmiger Fachwerkbogen hat eine Spannweite von 165 m und eine Pfeilhöhe von 52 m. Er ist im Scheitel auf der Oberseite nur 6,25 m und auf der Unterseite 8,50 m breit, hat dort aber eine Konstruktionshöhe von 10 m. An den 20 m voneinander entfernten Kämpfergelenken stützt er sich nur mit je einem Lager ab. Er ist ein einfach statisch unbestimmter Zweigelenkbogen. Damit unterscheidet sich der zweigelenkige Bogen von der optisch ansonsten sehr ähnlichen Müngstener Brücke (1897), deren eingespannter, gelenkloser Bogen bei fast gleichen Abmessungen dreifach statisch unbestimmt gelagert ist.
Der Bogen wird flankiert von zwei 60 m hohen Fachwerkpfeilern, die auf bis zu 18 m hohen Sockeln aus Mauerwerk stehen, die gleichzeitig als Widerlager für den Bogen dienen. Der 448,30 m lange und 5 m breite Gleisträger hat eine gleichbleibende Konstruktionshöhe von 5,16 m. Er wird von diesen Pfeilern und vier kleinen Stützen auf dem Bogen getragen sowie von drei Fachwerkpfeilern auf dem südlichen Talhang. Seine beiden Enden lagern auf den das Bauwerk abschießenden Mauerwerksbrücken. Die südliche ist rund 72 m lang und hat drei 15 m weite Rundbögen, die nördliche ist knapp 46 m lang und hat einen solchen Rundbogen. Die Gleise liegen in den Fachwerkträgern versenkt in einem etwa 1,66 m tiefen Trog, der die Züge etwas vor dem Wind schützt und im Fall einer Entgleisung ihren Absturz verhindern soll.
Beim Bau wurden 3169 Tonnen hochwertiges Schmiedeeisen, 41 Tonnen Stahl und 23 Tonnen Gusseisen sowie 678.768 Nieten verbaut. Das Gewicht der einzelnen Bauteile betrug transport- und baustellengerecht maximal 145 kg. Die Bogenfundamente und gemauerten Viaduktteile umfassen 20.409 Kubikmeter Mauerwerk. Der Anstrich deckt 51.000 m². Die Brücke war ursprünglich in grauer Farbe gestrichen.

## Architektonische Bedeutung
Die Bewohner der Umgebung lebten im 19. Jahrhundert überwiegend von der Landwirtschaft, insbesondere der Rinderzucht. Es war schwierig, die Produkte der Gegend abzusetzen. Mit dem Bau der Bahnstrecke verbesserte sich ihre Situation, denn sie erhielten Anschluss an die großen Märkte. Mit dem Bauwerk hielt der Fortschritt in die unwirtliche Region Einzug.
Der Garabit-Viadukt wurde schon kurz nach seiner Vollendung ein beliebtes Ausflugsziel. Viele Franzosen reisten am Wochenende nach Saint-Flour, um das Wunderwerk der Technik zu bestaunen. Es ist bis heute ein touristisches Ziel geblieben.
Der kreative Umgang mit dem Werkstoff Eisen brachte dem Konstrukteur und Unternehmer Gustave Eiffel neuen Ruhm ein. Man nannte ihn den „Eisenzauberer“. Der Erfolg beim Bau seiner Brücken trug dazu bei, dass er die Genehmigung zur Errichtung des nach ihm benannten Eiffelturmes zur Weltausstellung in Paris 1889 erhielt.
Der Viadukt war für 25 Jahre die höchste Eisenbahnbrücke der Welt und zählt zu den bedeutendsten Brücken des 19. Jahrhunderts. Im Jahr 1909 wurde er in der Höhe vom Viaduc des Fades bei Clermont-Ferrand übertroffen.
Im Jahr 1965 wurde die Brücke in das Verzeichnis der französischen Monuments historiques eingetragen. Seit 2017 besteht die höherstufige Einordnung „Classé“.

## Weitere Geschichte
Die Höchstgeschwindigkeit auf dem Viadukt betrug zunächst 50 km/h und wurde später auf 40 km/h herabgesetzt. Ab 1904 fuhren auch Züge, die der Herausgeber der Zeitung L'Auvergnat de Paris für ausflugsbegeisterte Pariser für Fahrten in die Auvergne organisierte. Sie waren auch von großer Bedeutung für die Auvergnaten, die in Paris lebten; diese Ausflugszüge verkehrten bis zum Jahr 1939.
Von 1915 bis 1939 war ein Herr Valladier der Wärter des Viadukts. Er bestieg und inspizierte alle Bauteile regelmäßig – ohne Sicherungseinrichtungen. Im Jahr 1932 wurde die Bahnstrecke durch die Compagnie des chemins de fer du Midi mit 1500 Volt elektrifiziert.
Von 1992 bis 1998 wurde die ursprünglich graue Farbe durch einen Anstrich in „rotem Gauguin“ ersetzt, der die Eleganz des Bauwerkes unterstreichen soll. Nachts wird der Viadukt illuminiert.
Im Jahr 2009 führte die Entdeckung eines Risses zur vorübergehenden Schließung des Viadukts. Er konnte einige Wochen später mit einer begrenzten Geschwindigkeit von 10 km/h wiedereröffnet werden; zwei Jahre später wurde für größere Bauarbeiten am Viadukt die Strecke zwischen Neussargues und Saint-Chély-d'Apcher für fünf Monate geschlossen.
Derzeit befährt täglich ein Personenzugpaar die Strecke. Im November 2022 ist es der IC15940, der gegen 13:45 Uhr von Süden her die Brücke überquert. Gegen 15:15 Uhr kommt sein Gegenzug IC15941. Güterverkehr zur Versorgung des Stahlwerks in Saint-Chély findet mehrmals wöchentlich statt.
Es bestand die Befürchtung, dass der Abschnitt Saint-Chély-d’Apcher – Neussargues en Pinatelle im Dezember 2023 (Personenverkehr) bzw. Dezember 2024 (Güterverkehr) eingestellt würde. Damit wäre der Viaduc de Garabit dauerhaft ohne jeglichen Schienenverkehr gewesen.
Die Strecke wird jedoch seit März 2024 saniert. Unter anderem wird dabei auch das komplette Gleis auf der Brücke erneuert. Für Ende Oktober wird mit der Wiedereröffnung gerechnet.

## Bewerbung UNESCO-Welterbe
Für das Garabit-Viadukt läuft zusammen mit dem Viaduc du Viaur (Aveyron, Frankreich), der Ponte Maria Pia und der Ponte Dom Luís I (beide in Portugal), der Ponte San Michele in Italien sowie der Müngstener Brücke in Deutschland eine Bewerbung als transnationales UNESCO-Welterbe unter dem Titel „Europäische Bogenbrücken des späten 19. Jahrhunderts“.

## Rezeption in der Populärkultur

### Filmkulisse
Im Sommer 1964 machte der französische Regisseur Henri-Georges Clouzot an der Brücke Aufnahmen für den Film L’Enfer („Die Hölle“) mit Romy Schneider und Serge Reggiani. Die Dreharbeiten wurden jedoch abgebrochen, als der Regisseur nach einigen Wochen einen Herzinfarkt erlitt. Der mit aufregenden visuellen Innovationen experimentierende Film wurde nie fertiggestellt. Im Jahr 2009 veröffentlichte der Filmhistoriker Serge Bromberg Teile des von ihm wiederentdeckten 14-stündigen Materials in dem Dokumentarfilm Die Hölle von Henri-Georges Clouzot, der bei den Filmfestspielen von Cannes präsentiert wurde und den französischen Filmpreis César erhielt.
Auch in dem Weltkriegsdrama Ein Mann zuviel von 1967 und in dem Katastrophenthriller Treffpunkt Todesbrücke von 1976 spielte die Brücke eine Rolle.

### Unterhaltungsliteratur
Im Roman Die Spionin (Originaltitel englisch Liberation) von Imogen Kealey aus dem Jahr 2020, der das Wirken der realen Person Nancy Wake nacherzählt, wird die Brücke während einer Résistance-Aktion im Jahr 1944 zerstört.

## Dokumentation
- Eiffels Superbauten – Giganten aus Stahl und Eisen. Dokumentation, Deutschland 2021, 43 min, Regie: Sigrid Clément; ZDFinfo Doku (Online in der ZDF-Mediathek abrufbar bis 31. Oktober 2025), min. 19–26